# Залив Берард
Залив Берард (енгл. Burrard Inlet) је релативно плитки фјорд у југозападном делу канадске покрајине Британска Колумбија. Створен је за време последњег леденог доба. Залив одваја град Ванкувер и остатак полуострва Берард од падина Северних приобалих планина, на коме се налазе општина Западни Ванкувер и град Северни Ванкувер.